# 布瓦耶·德·丰斯科隆布公馆
布瓦耶·德·丰斯科隆布公馆（Hôtel Boyer de Fonscolombe）是普罗旺斯地区艾克斯的一座贵族府邸，现在设有艾克斯-马赛大学的公共管理与国土管理学院。

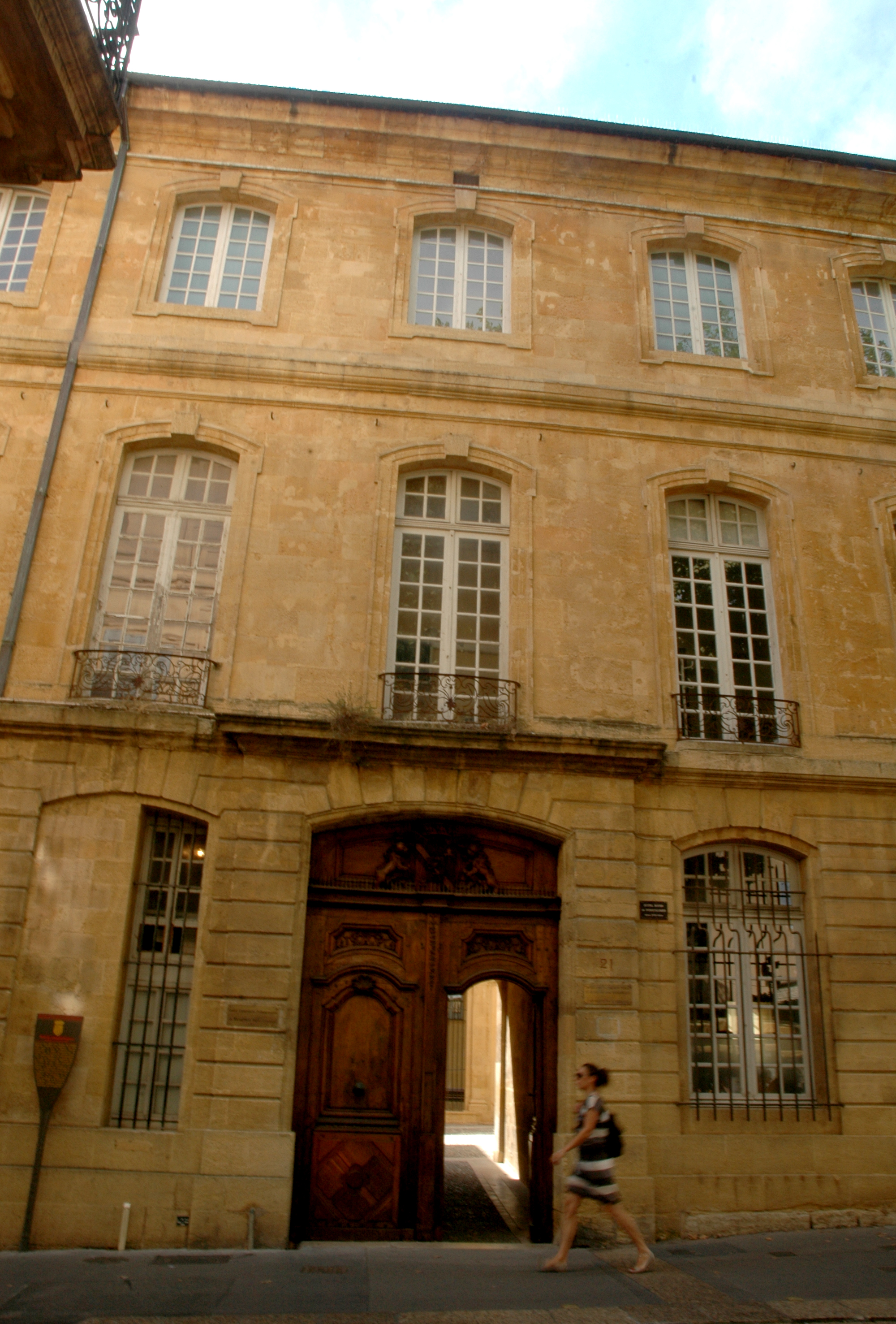
布瓦耶·德·丰斯科隆布公馆

## 位置
它位于普罗旺斯地区艾克斯的加斯东·德·萨波塔街（Rue Gaston de Saporta），原名大钟楼街（rue de la Grande Horloge）21号。

## 历史
这是天主教总主教的两座独立房屋，毗邻艾克斯主教座堂。
在16世纪，一个面包师家族和德拉斯卡（de Rascas）家族购买了这两座建筑。 在1635年和1642年，夏尔·德·格里马尔迪-雷居斯（Charles de Grimaldi-Régusse，1612-1687）购买了两座建筑，并将它们合并为一座。 他的另一座公馆，格里马尔迪-雷居斯公馆（Hôtel de Grimaldi-Régusse），位于艾克斯市歌剧院街（rue de l'Opéra）26号，在18世纪，他的后代将公馆卖给了福尔班·拉巴邦（Forbin La Barben）家族。
1743年（在他去世前不久），奥诺雷·布瓦耶·德·丰斯科隆布（Honoré Boyer de Fonscolombe，1683-1743）从他的姐妹那里继承了这处遗产。他的儿子莱昂-巴蒂斯特·洛朗·德·丰斯科隆布（Léon-Baptiste-Laurent de Fonscolombe）继承后，对其进行了修复。例如，在1757年，他修复了立面。1821年，加斯东·德·萨波塔（1823-1895）的父母继承了它，他在那里长大，他的儿子作家安托万·德·萨波塔（1855-1914）也是在那里长大。后来，萨波塔家族将其出售给了维特罗勒家族，后者将其出租。
它是在1950年由法国政府购买，并于1955年分配给法国教育部。自1965年开始由艾克斯-马赛大学使用。
内部有绘画天花板和石膏系列，它还陈列着尼古拉斯·平森（Nicolas Pinson，1636-1681）和埃斯普里·安托万·吉布兰（Esprit Antoine Gibelin，1739-1813）的绘画。。

## 遗产
1989年，该建筑列为法国历史遗迹。